# Resolutie 459 Veiligheidsraad Verenigde Naties
Resolutie 459 van de Veiligheidsraad van de Verenigde Naties werd op 19 december 1979 aangenomen. Twaalf leden stemden voor en twee leden, Tsjechoslowakije en de Sovjet-Unie, onthielden zich. China nam niet deel aan de stemming. De resolutie verlengde de UNIFIL-vredesmacht in Zuidelijk Libanon met zes maanden.

## Achtergrond
Veel Palestijnse vluchtelingen zaten in vluchtelingenkampen in Libanon. Vanhieruit viel de Palestijnse Bevrijdingsorganisatie (PLO) het in het zuiden aangrenzende Israël aan. Dat reageerde met tegenaanvallen in het zuiden van Libanon. De VN-Veiligheidsraad had Israël in resolutie 279 al gevraagd om de soevereiniteit van Libanon te respecteren.
Op 11 maart 1978 kaapten Palestijnse terroristen een lijnbus in Israël, waarbij uiteindelijk 38 burgers omkwamen. Een paar dagen later viel het Israëlisch leger het zuiden van Libanon binnen en bezette gedurende een week het gebied tot aan de rivier Litani. De bedoeling was om de PLO-strijders weg te duwen van de grens.
De Verenigde Naties eisten dat Israël zich terugtrok en zetten de tijdelijke VN-macht UNIFIL op in de streek. Die moest erop toezien dat Israël zijn troepen daadwerkelijk terugtrok en er de vrede handhaven totdat de Libanese overheid haar gezag opnieuw kon doen gelden. Anno 2021 was de vredesmacht nog steeds ter plaatse.

## Inhoud
De Veiligheidsraad:
- Herinnert aan de resoluties 425, 426, 427, 434, 444 en 450 en de verklaringen van de voorzitter van de Veiligheidsraad.
- Herinnert het debat op 29 en 30 augustus en de verklaringen van secretaris-generaal Kurt Waldheim over het staakt-het-vuren.
- Heeft het rapport van de secretaris-generaal over de interim-VN-macht in Libanon bestudeerd.
- Handelt op vraag van Libanon en bemerkt de schendingen van het staakt-het-vuren, de aanvallen op de macht en de moeilijkheden bij het uitvoeren van VN-resoluties.
- Is bezorgd over de obstakels, de veiligheid en de bewegingsvrijheid van de macht.
- Is ervan overtuigd dat de huidige situatie een duurzame vrede in het Midden-Oosten in de weg staat.
- Herhaalt de oproep van respect voor de territoriale integriteit, de eenheid, de soevereiniteit en de onafhankelijkheid van Libanon en verwelkomt de inspanningen van Libanon om die te herstellen in Zuid-Libanon.

1. Herbevestigt resolutie 425.
2. Steunt de inspanningen van de secretaris-generaal voor een staakt-het-vuren.
3. Roept de secretaris-generaal en de macht op verdere maatregelen te nemen.
4. Bemerkt de wil van Libanon om een actieprogramma op te stellen om haar gezag te herstellen.
5. Bemerkt ook de inspanningen van Libanon om internationale erkenning te krijgen voor de bescherming van archeologische- en culturele plaatsen en monumenten in de stad Tyrus.
6. Herbevestigt het wapenstilstandsakkoord tussen Israël en Libanon.
7. Eert het werk van de macht.
8. Dringt er bij alle lidstaten op aan hun invloed uit te oefenen zodat de macht haar werk ongehinderd kan uitvoeren.
9. Beslist het mandaat van de macht met zes maanden te verlengen, tot 19 juni 1980.
10. Herbevestigt de vastberadenheid om resolutie 425 uit te voeren.
11. Besluit om op de hoogte te blijven.

Lijst ·  444 ·  445 ·  446 ·  447 ·  448 ·  449 ·  450 ·  451 ·  452 ·  453 ·  454 ·  455 ·  456 ·  457 ·  458 ·  459 ·  460 ·  461